# David Belasco

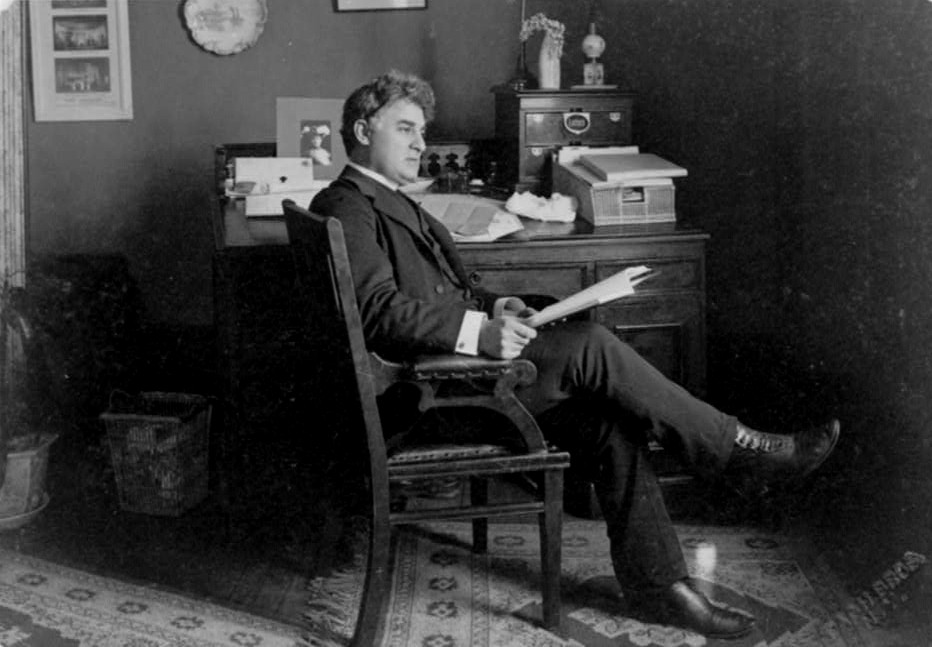
David Belasco

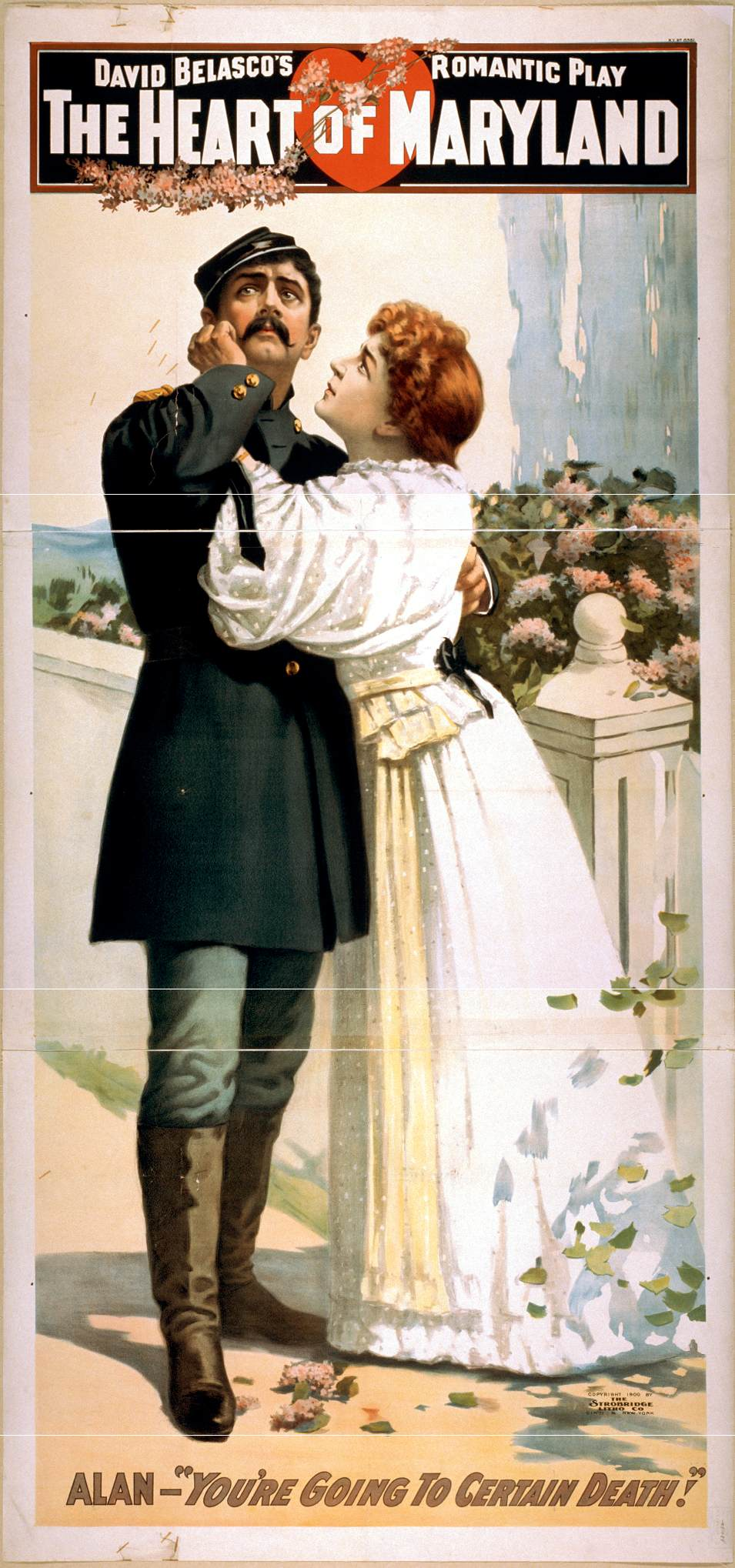
Affisch från 1900.

David Belasco, född 25 juli 1859, död 14 maj 1931 i New York, var en amerikansk teaterledare och dramatisk författare.
David Belasco vann tidigt framgång som författare till en rad populära pjäser såsom Madame Butterfly, Du Barry, The girl of the Golden West och gjorde sig ett namn som regissör, först i San Francisco och senare i New York, där han från 1902 som ledare för Belasco Theatre och från 1907 även av Stuyvesant Theatre strävat att införa modernare principer i fråga om iscensättningen.